# Grand Prix Francie 1963
Grand Prix Francie 1963 (oficiálně XLIX Grand Prix de l'A.C.F.) se jela na okruhu Reims-Gueux v Gueux, Marne ve Francii dne 30. června 1963. Závod byl čtvrtým v pořadí v sezóně 1963 šampionátu Formule 1.

## Závod
| Poř.   | No. | Jezdec              | Konstruktér    | Počet kol | Čas/Odstoupení                      | Pořadí na startu | Body |
| ------ | --- | ------------------- | -------------- | --------- | ----------------------------------- | ---------------- | ---- |
| 1      | 18  | Jim Clark           | Lotus-Climax   | 53        | 2:10:54.3                           | 1                | 9    |
| 2      | 12  | Tony Maggs          | Cooper-Climax  | 53        | + 1:04.9                            | 8                | 6    |
| 3      | 2   | Graham Hill         | BRM            | 53        | + 1:13.9                            | 2                |      |
| 4      | 6   | Jack Brabham        | Brabham-Climax | 53        | + 2:15.2                            | 5                | 3    |
| 5      | 8   | Dan Gurney          | Brabham-Climax | 53        | + 2:33.4                            | 3                | 2    |
| 6      | 36  | Jo Siffert          | Lotus-BRM      | 52        | + 1 kolo                            | 10               | 1    |
| 7      | 30  | Chris Amon          | Lola-Climax    | 51        | + 2 kola                            | 17               |      |
| 8      | 28  | Maurice Trintignant | Lotus-Climax   | 50        | + 3 kola                            | 15               |      |
| 9      | 32  | Innes Ireland       | BRP-BRM        | 49        | + 4 kola                            | 9                |      |
| 10     | 46  | Lorenzo Bandini     | BRM            | 45        | + 8 kola                            | 21               |      |
| 11     | 34  | Jim Hall            | Lotus-BRM      | 45        | + 8 kol                             | 18               |      |
| 12     | 10  | Bruce McLaren       | Cooper-Climax  | 42        | Zapalování                          | 6                |      |
| 13     | 20  | Trevor Taylor       | Lotus-Climax   | 41        | Zavěšení                            | 7                |      |
| NC     | 42  | Phil Hill           | Lotus-BRM      | 34        | Neklasifikován                      | 13               |      |
| NC     | 44  | Jo Bonnier          | Cooper-Climax  | 32        | Neklasifikován                      | 11               |      |
| Ret    | 48  | Masten Gregory      | Lotus-BRM      | 30        | Převodovka                          | 19               |      |
| Ret    | 16  | John Surtees        | Ferrari        | 12        | Palivové čerpadlo                   | 4                |      |
| Ret    | 38  | Tony Settember      | Scirocco-BRM   | 5         | Ložisko                             | 20               |      |
| Ret    | 4   | Richie Ginther      | BRM            | 4         | Chladič                             | 12               |      |
| DNS    | 14  | Ludovico Scarfiotti | Ferrari        |           | Nehoda v tréninku                   |                  |      |
| DNS    | 22  | Peter Arundell      | Lotus-Climax   |           | Jezdec závodil v doprovodném závodě |                  |      |
| WD     | 26  | Giancarlo Baghetti  | ATS            |           |                                     |                  |      |
| WD     | 40  | Ian Burgess         | Scirocco-BRM   |           | Vůz nebyl připraven                 |                  |      |
| WD     | 50  | Nasif Estéfano      | De Tomaso      |           | Vůz nebyl připraven                 |                  |      |
| Zdroj: |     |                     |                |           |                                     |                  |      |

## Průběžné pořadí po závodě
Pohár jezdců
|        | Pořadí | Jezdec         | Body |
| ------ | ------ | -------------- | ---- |
|        | 1      | Jim Clark      | 27   |
| 2      | 2      | Dan Gurney     | 12   |
| 1      | 3      | Richie Ginther | 11   |
| 1      | 4      | Bruce McLaren  | 10   |
|        | 5      | Graham Hill    | 9    |
| Zdroj: |        |                |      |

Pohár konstruktérů
|        | Pořadí | Konstruktér    | Body |
| ------ | ------ | -------------- | ---- |
|        | 1      | Lotus-Climax   | 28   |
| 1      | 2      | Cooper-Climax  | 16   |
| 1      | 3      | BRM            | 14   |
|        | 4      | Brabham-Climax | 13   |
|        | 5      | Ferrari        | 7    |
| Zdroj: |        |                |      |